# Codecri
Codecri foi uma editora oriunda do hebdomadário O Pasquim. 
O nome codecri, inventado pelo cartunista Henfil, seria o acrônimo de "Companhia (ou, segundo outras versões, comitê ou comando) de Defesa do Crioléu". 